# 莱孔塔米讷-蒙茹瓦
莱孔塔米讷-蒙茹瓦（法語：Les Contamines-Montjoie，法語發音：[le kɔ̃tamin mɔ̃ʒwa]）是法国上萨瓦省的一个市镇，位于该省东南部，阿尔卑斯山区，和萨瓦省及意大利接壤，属于博讷维尔区。

## 地理
莱孔塔米讷-蒙茹瓦（45°49'18"N, 6°43'45"E）面积81.35 平方千米，位于法国奥弗涅-罗讷-阿尔卑斯大区上萨瓦省，该省份为法国东部省份，历史上为薩伏依的一部分，北与瑞士接壤，西接安省，南至萨瓦省，东与瑞士和意大利接壤。
与莱孔塔米讷-蒙茹瓦接壤的市镇（或旧市镇、城区）包括：库马约尔、博福尔、圣莫里斯堡、欧特吕斯、圣热尔韦莱班。

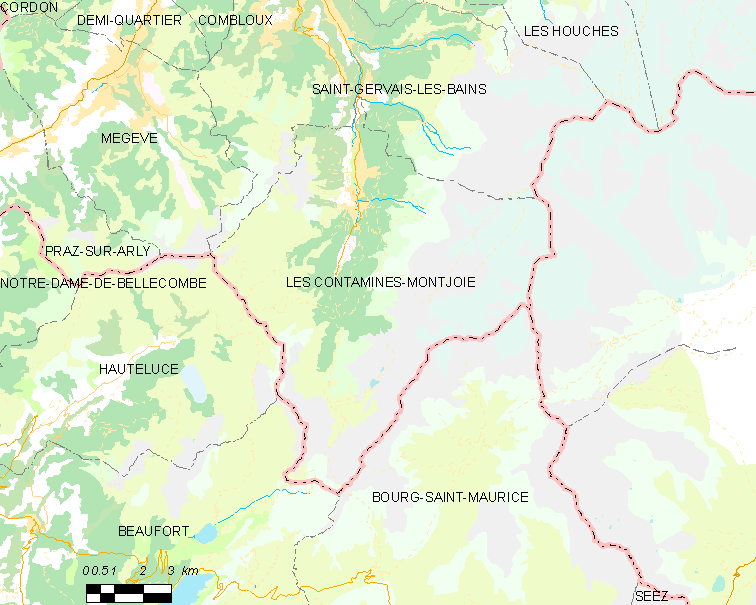
莱孔塔米讷-蒙茹瓦的OSM定位图

莱孔塔米讷-蒙茹瓦的时区为UTC+01:00、UTC+02:00（夏令时）。

## 行政
莱孔塔米讷-蒙茹瓦的邮政编码为74170，INSEE市镇编码为74085。

## 政治
莱孔塔米讷-蒙茹瓦所属的省级选区为勃朗峰县。

## 人口

1962-2008年间莱孔塔米讷-蒙茹瓦人口变化图示

莱孔塔米讷-蒙茹瓦于2022年1月1日时的人口数量为1083人。